# Apogonichthyoides umbratilis
Apogonichthyoides umbratilis är en fiskart som beskrevs av John Fraser och Allen 2010. Apogonichthyoides umbratilis ingår i släktet Apogonichthyoides och familjen Apogonidae. Inga underarter finns listade i Catalogue of Life.